# Christopher Battalino
Christopher Battalino (* 18. Februar 1908 in Hartford, USA; † 15. Juli 1977 in Hartford, USA) war ein US-amerikanischer Boxer italienischer Abstammung im Federgewicht.

## Profi
Er gewann im Jahre 1927 seine ersten beiden Profi-Kämpfe jeweils durch klassischen K. o. Am 23. September 1929 schlug er den Franzosen Andre Routi über 15 Runden einstimmig nach Punkten und eroberte dadurch sowohl den Weltmeistertitel der NYSAC als auch den der NBA. Beide Gürtel trug er bis zum 27. Januar des Jahres 1932.
Im Jahre 2003 wurde Battalino in die International Boxing Hall of Fame aufgenommen.